# Eduardo José Curia
Eduardo José Curia (1º aprile 1941) è un ex calciatore e allenatore di calcio argentino.

## Carriera
Inizia la carriera nel Lanús, società con cui gioca quattro stagioni nella massima serie argentina. Nel 1961 viene ingaggiato dal Racing Club, con cui vince la Primera División 1961. Nel 1963 passa al Vélez Sarsfield, società in cui gioca sino al 1966, anno in cui ritorna al Lanus prima di venire ingaggiato dagli uruguaiani del Nacional.
Con il Nacional vince la Primera División Uruguaya 1966. L'anno seguente partecipa alle prime partite della Coppa Libertadores 1967 e fa da tramite per l'ingaggio dei suoi vecchi compagni di squadra Rogelio Domínguez e Rubén Héctor Sosa.
Nell'estate del 1967 viene ingaggiato dai Chicago Spurs, società militante in NPSL I. Con gli Spurs ottenne il terzo posto nella Western Division.
Nella stagione 1968 torna in patria per giocare nella Platense.
Nel 1969 viene ingaggiato dai colombiani dell'América de Cali, con cui ottiene il secondo posto del Campeonato Profesional 1969 ed il quinto posto nella classifica marcatori con venti reti segnate.
Nel 1970 viene ingaggiato dagli ecuadoriani del Deportivo Quito, con cui ottiene il quinto ed ultimo posto nel girone per il titolo nel Campeonato Nacional de Fútbol 1970.
Nel 1972 diventa un giocatore del Tigre e nel 1975, dopo un periodo di inattività viene ingaggiato dall'Estudiantes Buenos Aires, di cui l'anno seguente, lasciato il calcio giocato, ne diviene l'allenatore.
Lavorerà per i settori giovanili di vari sodalizi argentini.

## Palmarès
- Campionato argentino: 1

Racing Avellaneda: 1961
- Campionato uruguaiano: 1

Nacional Montevideo: 1966